# Rhacocnemis
Rhacocnemis is een monotypisch geslacht van spinnen uit de  familie van de Sparassidae (jachtkrabspinnen).

## Soort
- Rhacocnemis guttatus Blackwall, 1877